# Васильев, Владимир Александрович (хоккеист, 1937)
Владимир Александрович Васильев (род. 1937) — советский хоккеист, нападающий.
В сезонах 1958/59 — 1966/67 играл за СК им. Урицкого (Казань), в сезоне 1962/63 провёл 36 матчей в чемпионате СССР. В сезоне 1966/67 также выступал в классе «Б» в составе «Спутника» Альметьевск.